# Huỳnh Huynh
Huỳnh Huynh là là một nhà thống kê học và giáo dục học người Việt, giáo sư emeritus tại Đại học South Carolina, Mỹ. Ông được biết đến rộng rãi trong trong ngành thống kê toán học với "kiểm định hai nhân tố Huynh-Feldt" (two-factorial Huynh-Feldt test) và "chỉnh sửa Huynh-Feldt" (Huynh-Feldt correction hay Huynh-Feldt epsilon).

## Đóng góp
Ông tốt nghiệp cử nhân tại Đại học Sài Gòn. Sau đó ông sang Mỹ lấy bằng thạc sĩ tại trường sư phạm George Peabody (Nashville, Tennessee).
Năm 1969, ông bảo vệ luận văn tiến sĩ với nhan đề "Effect of heterogeneity of covariance on the levels of significance of certain proposed test for the treatment by subjects and type I design" tại Đại học Iowa dưới sự hướng dẫn của Leonard S. Feldt. Ông từng tham gia giảng dạy tại Đại học Sài Gòn trước 1975.
Vào đầu thế kỉ 20, Ronald Fisher, "cha đẻ" của ngành thống kê hiện đại, có đề xuất một phương pháp kiểm định giả thuyết thống kê mà sau nay gọi là kiểm định F. Tuy nhiên kiểm định F có vấn đề khi ứng dụng vào nghiên cứu tái đo lường (repeated measures ANOVA) vì sự tương quan giữa các giá trị đo lường trong mỗi đối tượng nghiên cứu không được điều chỉnh thỏa đáng. Năm 1970, trong một công trình của ông với Leonard Feldt đăng trên Journal of the American Statistical Association, hai ông  đã giải quyết vấn đề này bằng cách chỉ ra điều kiện cần thiết để kiểm định F có ý nghĩa thống kê. Công trình của ông Huynh và Feldt được biết đến rộng rãi trong khoa hoc thống kê (với khoảng 1189 trích dẫn theo Google Scholar) dưới cái tên "Two-factorial Huynh-Feldt test". Đến năm 1976, hai ông Huynh và Feldt lại công bố một công trình mà sau này người ta hay nhắc đến rộng rãi (khoảng 1883 trích dẫn) với thuật ngữ "The Huynh-Feldt correction".
Ông còn có các nghiên cứu trong giáo dục học sử dụng các phương pháp thống kê. Ông là tác giả cuốn "Trắc nghiệm giáo dục" (Huỳnh Huynh, Nguyễn Ngọc Đỉnh và Lê Như Dực, Nhà xuất bản Hàn Thuyên, Sài Gòn, 1973).